# Pimpla turionellae
Pimpla turionellae är en stekelart som först beskrevs av Carl von Linné 1758.  Pimpla turionellae ingår i släktet Pimpla och familjen brokparasitsteklar. Arten är reproducerande i Sverige.

## Underarter
Arten delas in i följande underarter:
- P. t. moraguesi
- P. t. nana
- P. t. tricolor
- P. t. basiflava